# Kołacinek
Kołacinek – wieś w Polsce położona w województwie łódzkim, w powiecie brzezińskim, w gminie Dmosin.
Wieś szlachecka Kołacin Mały położona była w drugiej połowie XVI wieku w powiecie rawskim ziemi rawskiej województwa rawskiego. 
W Słowniku Geograficznym Królestwa Polskiego i innych krajów słowiańskich tom IV strona 269, z roku 1883 można przeczytać między innymi:
Kołacinek (Kołaczynko), wieś i folwark, powiat brzeziński, gmina Mroga Dolna, parafia Kołacinek.Posiada kościół parafialny drewniany i szkołę. W r. 1827 było tu 29 domów, 199 mieszkańców. [...] Parafia Kołacinek dekanatu brzezińskiego liczy 2000 dusz. W 1609 r. wieś była własnością Plichtów; parafialny kościół katolicki już w 1521 r. istniał, w 1788 przebudowany. W 1609 r. należały do parafii wsie: Kołaczyn Wielki [dziś Kołacin], Kołaczyn Mały [dziś Kołacinek], Koziełły [dziś Koziołki], Kotulin, Kobelin [dziś Kobylin], Zaczywilki [dziś Zacywilki].
W Kołacinku działa grupa teatralna. Uczestniczą w tej grupie dzieci od lat 10 do 19, które mają za sobą m.in. wyjazd do Bratysławy, gdzie występowały przed publicznością. 
28 kwietnia 2007 roku w Kołacinku otwarto Park Jurajsko-Botaniczny "Dino-Park" z naturalnej wielkości figurami dinozaurów. 
W latach 1975–1998 miejscowość administracyjnie należała do województwa skierniewickiego.
Wieś znana już w XVI wieku; w 1521 r. powstał pierwszy drewniany kościół.

## Zabytki
Według rejestru zabytków Narodowego Instytutu Dziedzictwa na listę zabytków wpisane są obiekty:
- kościół drewniany pw. Wszystkich Świętych (nr rej.: 333 z 29.05.1967) z zabytkową drewnianą dzwonnicą (nr rej.: 377 z 29.05.1967).

Kościół wzniesiono w XVIII wieku, w miejscu pierwszego kościoła, a później przebudowano w 1788 r.; dobudowano do niego kaplice boczne, a w 1870 r. dobudowano kruchtę i zakrystię. Budynek drewniany, w konstrukcji zrębowej, z zewnątrz szalowany deskami. Fasada kościoła klasycyzująca. Dach dwuspadowy, kryty blachą; nad prezbiterium dach namiotowy. Na dachu nad nawą główną - wieżyczka z latarnią i cebulastą kopułką, mieszczącą sygnaturkę. Zakrystia pokryta dachem pulpitowym. Wnętrze kościoła – jednonawowe (nawa główna); dwie boczne kaplice od strony zachodniej, otwarte na nawę; prezbiterium zamknięte wielobocznie; kruchta; zakrystia. Ściany boczne i sufit zdobione polichromiami. Chór w konstrukcji drewnianej, na który prowadzą drewniane schody. Nad chórem znajduje się sklepienie pseudozwierciadlane.
- cmentarz kościelny, nr rej.: 943 z 19.11.1993
- cmentarz rzymskokatolicki, nr rej.: 839 z 19.12.1991

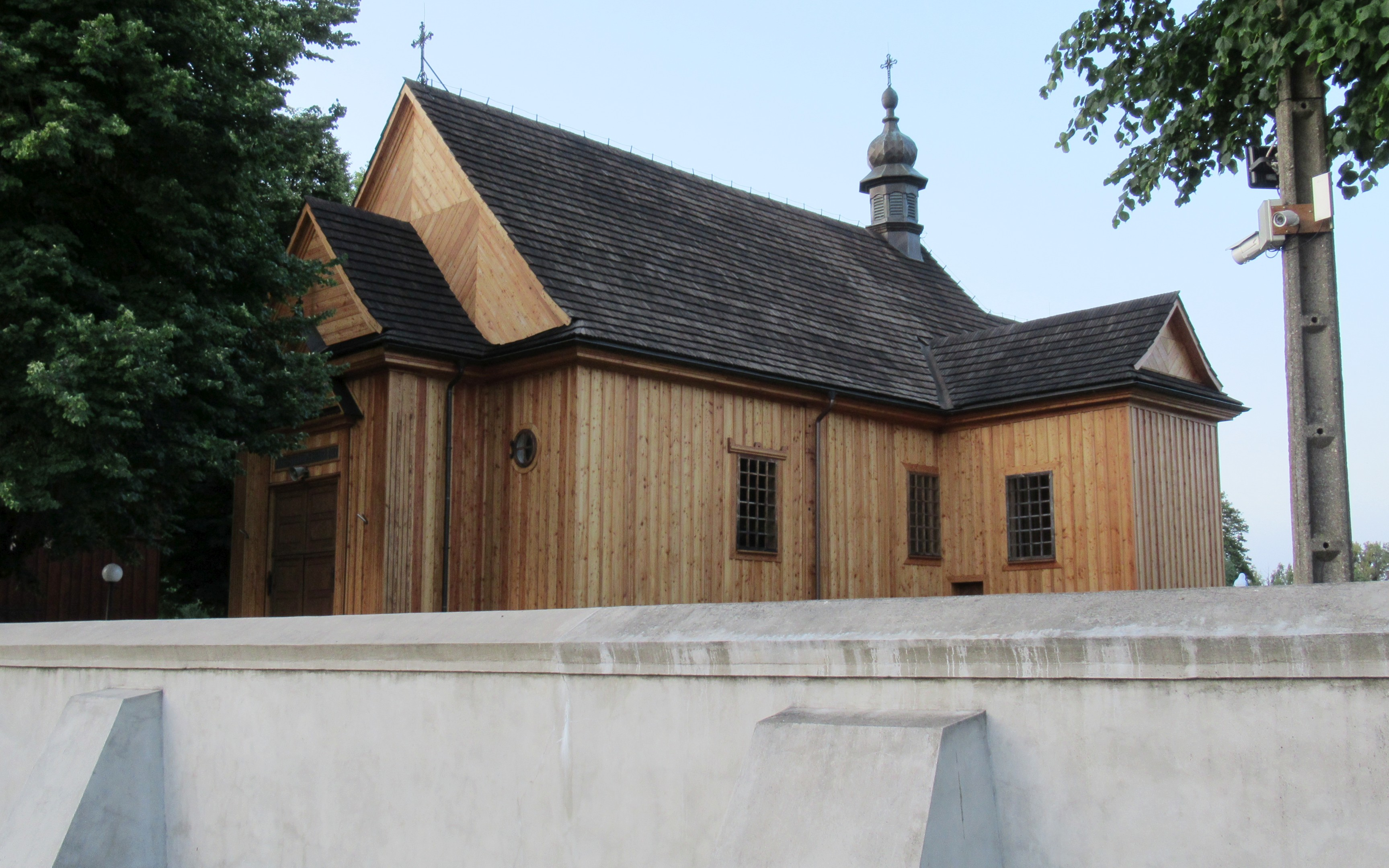
Kościół w Kołacinku

- zespół dworski, 2 poł. XIX w.:
  - dwór, nr rej.: 774 z 6.04.1987
  - park, nr rej.: 566 z 20.06.1981